# سینما عصرجدید (اراک)
سینما عصرجدید نام سینمایی در شهر اراک در کشور ایران است. سال افتتاح این سینما به ۱۳۷۲ بازمی‌گردد. این سینما یکی از دو سینمای فعال شهر اراک است.

## تاریخچه
این سینما در گذشته با نامهای «سینما ایران» و «سینما آزادی» شناخته می‌شد که پس از بازسازی در سال ۱۳۷۲–۱۳۷۳ با نام عصرجدید شروع به کار کرد.
ساختمان اصلی سینما در سال ۱۳۳۷ خورشیدی و در ضلع شرقی میدان مرکزی (باغ ملی) ساخته شد. در آن سالها این سینما به نام «سینما ایران» معروف بود که توسط عزیزالله کردوانی و امین امینی، صاحبان استودیو عصرطلایی ساخته و با نمایش فیلم دختر لر افتتاح شد.
سینما دارای سه سالن مجزاست که به ترتیب با ظرفیت ۳۰۰ و ۱۸۰ و ۹۰ نقر می‌باشد.